# فهرست سخنرانی‌های سالوادور آلنده

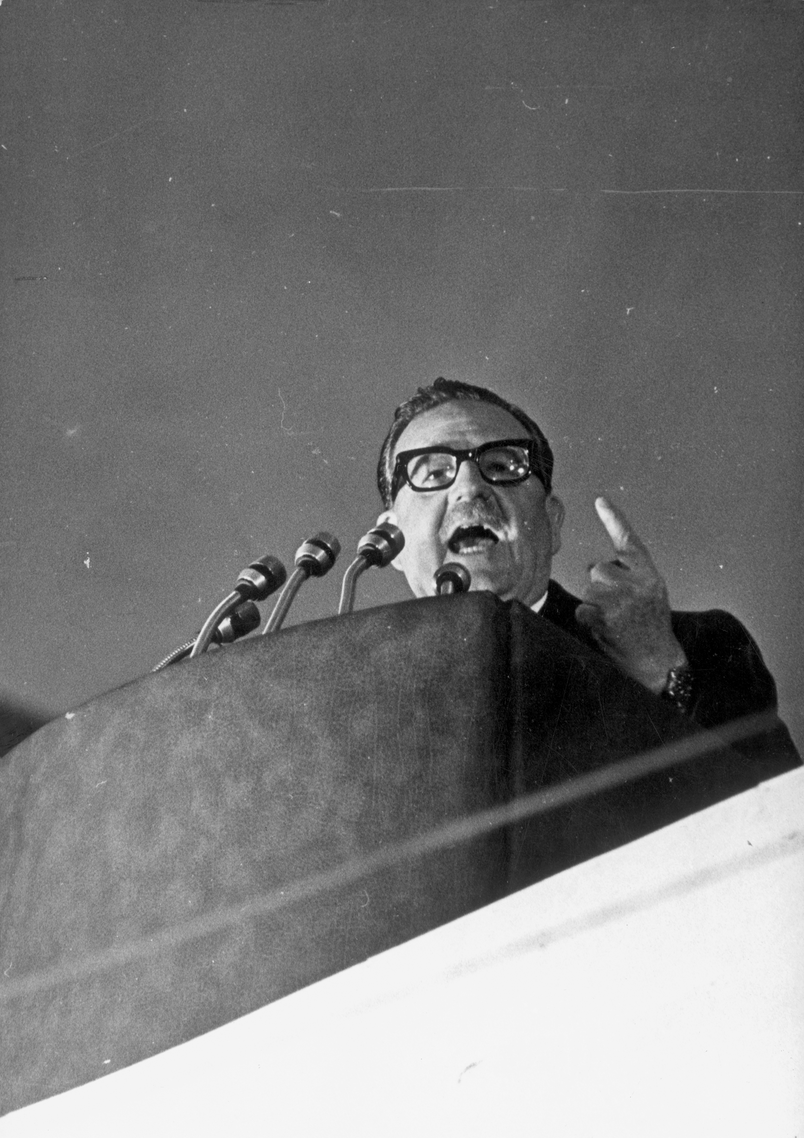
آلنده در سخنرانی، دسامبرِ ۱۹۷۱

فهرستِ سخنرانی‌های سالوادور آلنده فهرستی از سخنرانی‌های سالوادور گیرمو آلنده گوسنز (۲۶ ژوئن ۱۹۰۸–۱۱ سپتامبر ۱۹۷۳) پزشک و سیاستمدار شیلی بود که از طریق برگزاری انتخابات آزاد به عنوان نخستین مارکسیستی شناخته شد که رئیس‌جمهور یک کشور آمریکای لاتین انتخاب گردید.

## سخنرانی‌ها
| سخن، گفتار                                                       | تاریخ          | رونوشت    |
| ---------------------------------------------------------------- | -------------- | --------- |
| سخنرانی در مورد ملی شدن مس                                       | ۱۱ ژوئیه ۱۹۷۱  | اسپانیایی |
| سخنرانی در اولین سالگرد پیروزی مردمی                             | ۴ سپتامبر ۱۹۷۱ | اسپانیایی |
| سخنرانی در کارخانه نساجی FIAP-TOME                               | ۱۱ فوریه ۱۹۷۲  | اسپانیایی |
| سخنرانی در جلسه زنان در تئاتر شهرداری Concepción                 | ۱۱ فوریه ۱۹۷۲  | اسپانیایی |
| سخنرانی در نوزدهمین سالگرد CUT                                   | ۱۴ فوریه ۱۹۷۲  | اسپانیایی |
| سخنرانی در افتتاحیه ساختمان UNCTAD III                           | ۳ آوریل ۱۹۷۲   | اسپانیایی |
| سخنرانی در صدمین سالگرد بیمارستان سالوادور                       | ۷ آوریل ۱۹۷۲   | اسپانیایی |
| سخنرانی در مورد قانون تشکیل کمیته برگزاری بازی‌های پانامریکن ۱۹۷۵ | ۲۱ آوریل ۱۹۷۲  | اسپانیایی |
| سخنرانی در افتتاحیه موزه همبستگی در کوئینتا نرمال                | ۱۷ مه ۱۹۷۲     | اسپانیایی |

## همچنین ببینید
- کتاب‌شناسی مارکسیستی